# 欧拉镇
欧拉乡，是中华人民共和国甘肃省甘南藏族自治州玛曲县下辖的一个乡镇级行政单位。

## 行政区划
欧拉乡下辖以下地区：
曲合尔村、哇尔合村、克勤村、安茂村、欧强村和达尔钦村。